# Kōstas Peristeridīs
Kōstas Peristeridīs (in greco Κώστας Περιστερίδης?; Chania, 5 luglio 1991) è un calciatore greco, portiere svincolato.

## Carriera

### Club
Il 1º luglio 2015 viene acquistato a titolo definitivo dal PAS Giannina.